# 真水狼蛛

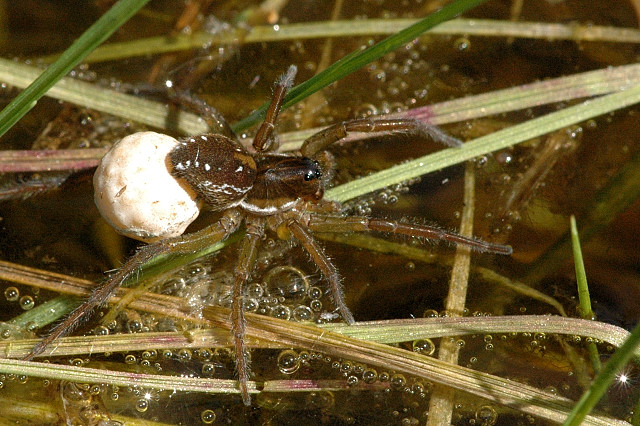
水面上的雌性真水狼蛛

真水狼蛛（学名：Pirata piraticus）为狼蛛科水狼蛛属的动物。分布于全北区以及中国大陆的新疆、甘肃、四川、黑龙江、山东、河南、江苏、安徽、湖北、湖南、福建、广东、云南等地，常生活于稻田、水渠草丛。该物种的模式产地在欧洲。